# Deiderode
Deiderode is een dorp in de Duitse gemeente Friedland in de deelstaat Nedersaksen. 
Het dorp wordt voor het eerst vermeld rond 1200 in een goederenlijst van het klooster Reinhausen. In 1973 ging de gemeente Deiderode op in Friedland.
De dorpskerk dateert waarschijnlijk uit de veertiende eeuw. Oorspronkelijk was de kerk gewijd aan Sint Joris.